# Mauser (Verpackungsmittelhersteller)
Die Mauser Packaging Solutions mit Sitz in Oak Brook, Illinois ist eine Gruppe von Herstellern industrieller Verpackungen. Sie entstand 2018 durch die Verschmelzung der Mauser Group in Brühl bei Köln und den US-amerikanischen Unternehmen National Container Group, BWAY und Industrial Container Services.

## Geschichte
Der deutsche Unternehmensanteil geht zurück auf die 1898 gegründeten Kölner Mauser-Werke. Im Zuge des wirtschaftlichen Niedergangs und schließlich der Insolvenz 2002 wurde diese in ihre Unternehmensbereiche zerschlagen. Die Sparte Transportverpackungen wurde dabei von dem Private-Equity-Investor One Equity Partners erworben, der sie 2007 an den Staatsfonds Dubai International Capital verkaufte. 2014 wurde das Unternehmen von dem US-amerikanischen Fond Clayton, Dubilier & Rice übernommen. 2016 wurde die britische Daniels Healthcare übernommen.
Das nun als Mauser-Group firmierende Unternehmen gab im Januar 2017 bekannt einen Börsengang anzustreben. Stattdessen wurde es jedoch kurz darauf für 2,3 Milliarden US-Dollar an Stone Canyon Industries in Los Angeles verkauft.

## Produkte

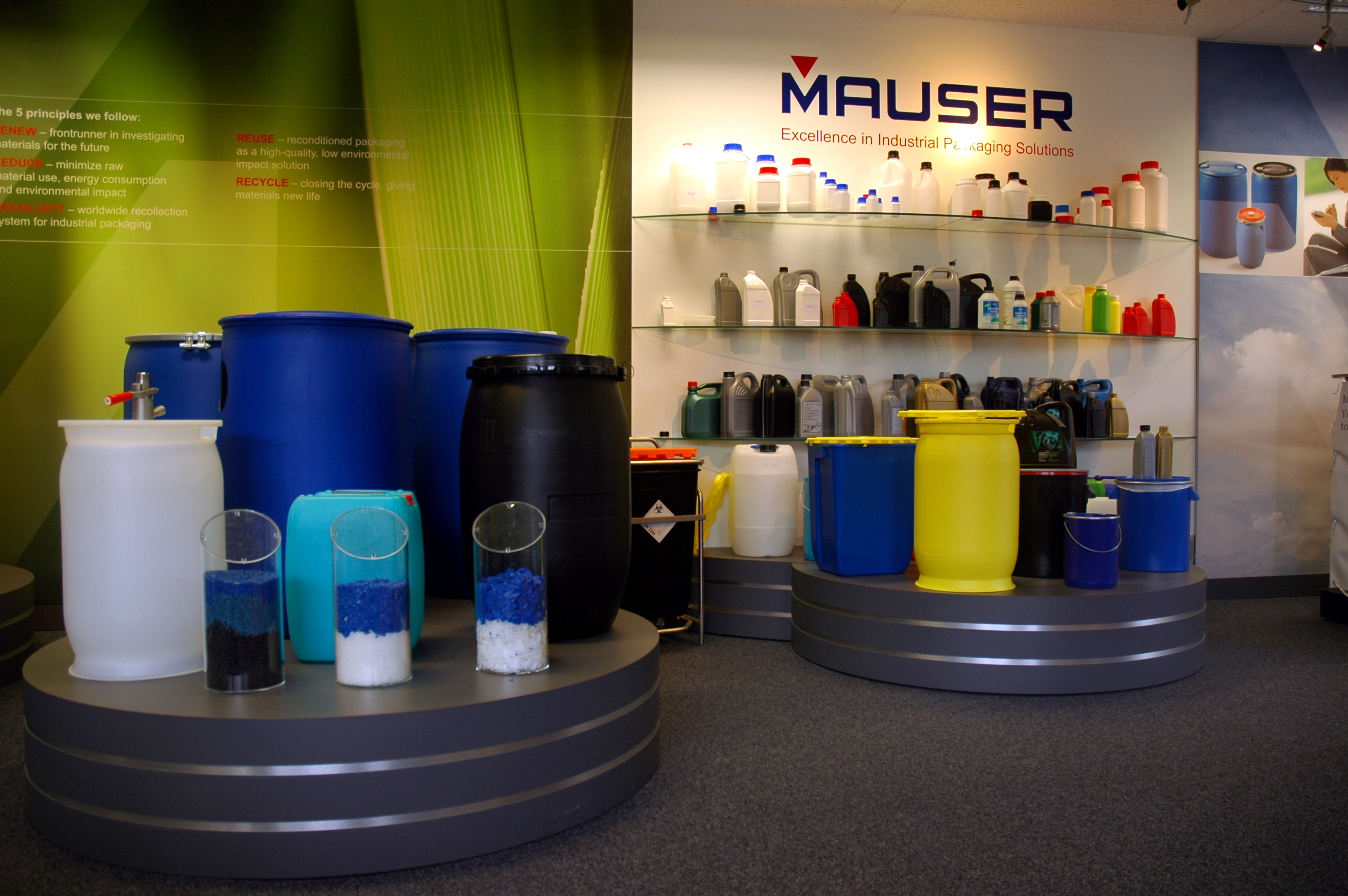
Produkte

Mauser produziert Kunststoffverpackungen (Fässer und Kanister), Fibertrommeln, Stahlfässer und Gittertanks für die Chemie-, Öl- und Lebensmittelindustrie. Das Tochterunternehmen National Container Group ergänzt dies durch Instandsetzungs- und Entsorgungsdienstleistungen.

## Mauser-Werke, Deutschland
Die deutsche Dependance firmiert als Mauser-Werke GmbH mit Firmensitz in Brühl und Standorten in Bammental, Erkelenz und Hamburg. Sie beschäftigt 585 Mitarbeiter und erwirtschaftete 2019 einen Umsatz von 334 Mio. EUR.